# فلوريد الموليبدنوم السداسي
فلوريد الموليبدنوم السداسي هو مركب كيميائي من عنصري الموليبدنوم والفلور، له الصيغة الكيميائية MoF6، ويكون على شكل سائل عديم اللون عند درجة حرارة الغرفة.

## التحضير
يحضر فلوريد الموليبدنوم السداسي من التفاعل المباشر بين العنصرين المكونين للمركب، مع وجود كمية فائضة من عنصر الفلور.
{\displaystyle \mathrm {Mo+3\ F_{2}\longrightarrow MoF_{6}} }
تترافق عملية التحضير هذه مع وجود شوائب من MoO2F2 و MoOF4.

## الخواص
يكون فلوريد الموليبدنوم السداسي على شكل سائل عند درجة حرارة الغرفة، وعند درجات حرارة أقل من 17.5 °س يتصلب على شكل بلورات بيضاء؛ وبالمقابل، فإنه يكون على شكل غاز عند درجات حرارة أعلى من 34 °س.
يتبلور MoF6 عند الدرجة −140 °س وفق نظام بلوري معيني قائم، حسب الزمرة الفراغية Pnma، وتكون أبعاد الشبكة البلورية a = 9.394 Å و b = 8.543 Å و c = 4.959 Å، بشكل تكون فيه أربع وحدات للصيغة في كل وحدة خلية؛ كما تترتب ذرات الفلور وفق تعبئة متراصة.

## الاستخدامات
لا توجد استخدامات عملية كبيرة لفلوريد الموليبدنوم السداسي؛ وهو يظهر كشائبة أثناء تحضير مركب سداسي فلوريد اليورانيوم، إذ أن الموليبدنوم هو ناتج انشطار نووي لليورانيوم. كما يوجد كشائبة في مركب سداسي فلوريد التنغستن.